# Književnost u 1940.
◄◄ | ◄ | 1937. | 1938. | 1939. | 1940.  | 1941. | 1942. | 1943. | ► | ►►
Arhitektura • Astronomija • Biologija • Film • Fotografija • Glazba • Kazalište • Kemija • Kiparstvo • Knjige • Književnost • Kršćanstvo • Meteorologija • Medicina • Planinarstvo • Politika • Pravo • Promet • Slikarstvo • Strip • Šport • Televizija • Znanost • Zrakoplovstvo • Željeznički promet
Književnost u 1940.

## Svijet

### Književna djela
- Kome zvono zvoni Ernesta Hemingwaya

### Smrti
- 10. ožujka – Mihail Bulgakov, ruski pisac, dramaturg i kazališni redatelj (* 1891.)
- 16. ožujka – Selma Lagerlöf, švedska književnica (* 1858.)
- 21. prosinca – Francis Scott Fitzgerald, američki romanopisac i novelist (* 1896.)

## Vanjske poveznice
|  | Zajednički poslužitelj ima još gradiva o temi Književnost u 1940. |